# Гостиловка (Брянская область)
Гостиловка — посёлок в Жуковском районе Брянской области, в составе Летошницкого сельского поселения. Расположен в 4 км от юго-западной окраины города Жуковки, на правом берегу Десны. Население — 729 человек (2010).
Имеется отделение почтовой связи, основная общеобразовательная школа, библиотека.

## История
Основан в середине XIX века как имение Тютчевых (первоначальное название — Гостиловский хутор), позднее загородная усадьба П. И. Губонина. Состоял в приходе села Белоголовль. До 1929 года входил в Овстугскую волость.
С 1928 года — отделение совхоза «Коммунар», с 1937 — его центральная усадьба (ныне СХПК «Коммунар»).
| Годы      | 1926 | 1979 | 1989 | 2002 | 2010 |
| --------- | ---- | ---- | ---- | ---- | ---- |
| Население | 49   | 807  | 729  | 707  | 729  |